# Ramocsaházy Endre
Ramocsaházy Endre (1641 – 1746. július 9.) alhadnagy, százados.

## Élete
1686-ban nagy része volt Budavár visszavívásában. Szeptember 2-án mint alhadnagy a Fehérvári kapu ellen intézett rohamot. Fel is jutott a vár falára és kitűzte a magyar zászlót, sőt a Szent György térig nyomult, de itt övéitől elvágták és a törökök kezébe esett, akik a közelben levő szederfára felakasztották. A fa ága azonban a test súlya alatt meghajlott, úgyhogy Ramocsaházy lábai a földet érintették. Amikor övéi újból előnyomultak, Ramocsaházyt lemetszették és életét megmentették.
I. Lipóttól kapitányi rangot nyert, és amikor nyugalomba vonult, Budán a várgrófi tisztet kapta. Gondosan őrizte azt a fát, amelyre a törökök felakasztották, és annak árnyékában végezte naponta hálaimáját.
Amikor 105 éves korában elhunyt, katonai pompával kísérték utolsó útjára. A budai főtemplom északi részén volt temetőben helyezték nyugalomra. Egy társa naplóbejegyzése szerint „Ő volt az első, ki Buda bevétele alkalmával a falra tűzte a zászlót”, azonban mivel a korabeli források egymásnak ellentmondanak, ez az állítás vitatott.